# Carlos Lerena
Carlos Lerena Alesón (Berceo, La Rioja, 1940 - Aranda de Duero, provincia de Burgos, 1988) fue un sociólogo español. Economista por la Universidad de Bilbao y sociólogo por la francesa École Pratique des Hautes Études (EPHE), donde estudió becado por el Ministerio de Asuntos Exteriores francés, fue el primer Catedrático de Sociología de la Educación de España, desempeñando el cargo en la Universidad Complutense de Madrid. También ejerció como funcionario de carrera del Instituto Nacional de Empleo (INEM).

## Biografía

### Nacimiento e infancia
Carlos Lerena fue hijo de Claudio Lerena y Julia Alesón, ambos maestros rurales. Debido a que su madre obtuvo plaza de maestra en Nájera y su padre en Tricio, la niñez y adolescencia de Carlos y de su hermano José Luis transcurrieron en Nájera, más grande que su aldea natal, Berceo, donde estaban los orígenes familiares. Los años de estudios básicos los realiza entre la Escuela Graduada donde enseña su madre, los Franciscanos (Convento de Santa María la Real) y los Maristas de Logroño, haciendo finalmente el preuniversitario en el Instituto Miguel de Unamuno de Bilbao.

### Años universitarios
Poco tiempo después de la creación en 1955 de la Facultad de Ciencias Económicas y Comerciales de la Úniversidad Pública de Bilbao, Carlos ingresa en ella para iniciar sus estudios de Economía. En esos años de universitario, Carlos Lerena fue cofundador y director de la revista Sarrico, donde editó un número dedicado a su admirado Miguel de Unamuno. También participó en el grupo de teatro de la universidad como director y presentador de las obras, fue delegado de curso y delegado de facultad, aunque en esos años no participó en actividades políticas de partido.

### Estudios en París
Desde 1966 a 1969, gracias a una beca del Ministerio de Asuntos Exteriores Francés y la recomendación de Joaquín Leguina (que ya estaba en París), marchó a la capital francesa a estudiar sociología en la École Pratique des Hautes Études (EPHE). Son años de movilización estudiantil por el “Mayo del 68”, pero Carlos Lerena vivió esas revueltas con cierta distancia, mientras se dedicaba especial e intensamente a estudiar.

### Regreso a España
A su regreso a España trabajó como profesor de sociología en la [Universidad Complutense de Madrid], en la Facultad de Ciencias Políticas y Sociología, al tiempo que trabajaba como sociólogo en empresas privadas (S.I.E. S.A. y Sociedad Consulta S.A.), y entre 1976-1979 en el INEM. Se doctoró en Ciencias Económicas en la Universidad Complutense de Madrid en 1975, con una tesis dirigida por Salustiano del Campo, y cinco años después, en 1980 obtuvo la primera Cátedra de Sociología de la Educación de España, recién creada en la Universidad Complutense de Madrid, en la Facultad de Filosofía y Ciencias de la Educación, Departamento de Sociología III. A partir de este momento se dedicó exclusivamente a la enseñanza y a la investigación. Murió en 1988 en Aranda de Duero a causa de un accidente de tráfico, con tan sólo 47 años.

## Obra
Lerena publicó tres grandes libros de Sociología de la Educación:
- El primero fue su tesis doctoral, publicada como Escuela, Ideología y Clases Sociales en España. Crítica de la sociología empirista de la educación (Ariel, 1976, la tercera edición revisada y ampliada es de 1986), que tuvo una enorme repercusión y alcanzó cuatro ediciones. “Contiene esta obra una inolvidable crítica a la sociología empirista (aquella que viene a legitimar la reflexión espontánea sobre educación) anunciando una preocupación permanente del autor, una especie de bandera mantenida en otros frentes, con recrecidos argumentos y otras palabras” (Mateos y Pérez 2011: 63).

- La segunda obra importante es Materiales de sociología de la educación y de la cultura (G.C. Zero, 1985), cuya parte más importante deriva de su memoria de cátedra, a la que se añaden algunos otros trabajos. Aunque se publicó en forma de libro en 1985 es anterior, sin embargo, a Reprimir y liberar.

- La tercera, considerada su obra magna, es Reprimir y liberar. Crítica sociológica de la educación y de la cultura contemporáneas (1983).[4] Un voluminoso y erudito tomo de más de seiscientas páginas, en las que Lerena juega con la dialéctica de los contrarios que caracterizan la escuela, la cultura y la sociedad.

Poco antes de su fallecimiento, Lerena editó Educación y sociología en España. Selección de textos  libro en el que participaron veinticuatro sociólogos y que muestra que Lerena, como coordinador y editor, era por entonces cabeza visible de la sociología de la educación.
Tres años después de su muerte, en el año 1991 un grupo de colegas editó un libro homenaje, con el título Sociedad, cultura y educación. Más recientemente, la revista Conciencia Social en el año 2011 publicó con el título La obra de Carlos Lerena. Una deuda pendiente un conjunto de textos sobre Lerena, junto a una antología de breves reseñas de recuerdos de sus amigos y colegas, coordinado por Julio Mateos Montero y Vicente M. Pérez Guerrero. Aun hoy, tantos años después de su muerte, los caminos abiertos en la sociología de la educación por el esfuerzo de erudición y crítica de Carlos Lerena siguen siendo transitados.